# An Trung, An Lão (Bình Định)
An Trung là một xã thuộc huyện An Lão, tỉnh Bình Định, Việt Nam.
Xã An Trung có diện tích 64,71 km², dân số năm 2007 là 769 người, mật độ dân số đạt 12 người/km².

## Hành chính
Xã An Trung được chia thành 7 thôn: 1, 3, 4, 5, 6, 8, TơMangGhen.